# Solares SD
Solares SD is een Spaanse voetbalclub uit Medio Cudeyo die uitkomt in de Tercera División. De club werd in 1968 opgericht.